# Pommersche Industriewerke Barth
Die Pommerschen Industriewerke Barth waren ein Rüstungsbetrieb bei Barth, der ab 1939 entstand und bis 1945 auch unter Ausnutzung von Zwangsarbeitern für die Wehrmacht produzierte.

## Geschichte
Im Auftrag der Hagenuk GmbH in Kiel entstand ab 1939 im Stadtwald bei Barth in Pommern ein großer Rüstungsbetrieb, der den unverfänglichen Namen „Pommersche Industriewerke“ trug. Die Anlage wurde von dem Architekten Ernst Neufert entworfen. Aus Gründen der Tarnung entstand das Werk im Wald. Der Umriss des Geländes zeigte die Form eines gleichschenkeligen Dreieckes, wobei die Basis eine Länge von nahezu 1200 Metern aufwies. Im Dreieck stand ein quadratischer Hallenkomplex und in regelmäßigen Abständen weitere rechtwinkelig auf der Basis stehende Hallen. Fast 75 Jahre danach sind die Umrisse des Werksgeländes und der Hallen im Satellitenbild problemlos zu erkennen. 
Das Werk diente in erster Linie der Herstellung von  Nebelkerzen, Nebelgranaten und Brandbomben. Unter anderem wurden monatlich 100.000 bis 200.000 Nebelhandgranaten abgefüllt. Der Umsatz betrug 1942/43 17,9 Millionen RM. Das Werk produzierte von Luftangriffen unbehelligt bis zum 30. April 1945. Nach dem Abrücken der Werksleitung plünderte die Bevölkerung die Hallen, ehe die Anlage von der Roten Armee gesichert wurde. Im Anschluss an die Demontage der Anlagen erfolgte die Sprengung der Gebäude.

## Beschäftigte
Für den 30. August 1943 werden 3685 Beschäftigte angegeben. Hiervon waren etwa  2700 Zwangs- und Ostarbeiter, welche im Lager Barth-Holz lebten.
Für die dienstverpflichteten  Beschäftigten entstand das Wohnlager Barth-Stein (später Tannenheim) mit Doppelhäusern zur Unterbringung von etwa 2000 Beschäftigten. Daneben gab es ein Lehrlingswohnheim.

## Werksbahn
Das Werk besaß eine Werksbahn, welche dem Personen- und Güterverkehr diente. Das Privatanschlussgleis, das am Bahnhof Tannenheim von der Strecke Barth-Prerow abzweigte, hatte eine Länge von 3,2 km. Während der Betrieb mit Leihlokomotiven aufgenommen wurde, erwarb die Bahn 1944 zwei ausgemusterte Schlepptenderlokomotiven von der Ostbahn. In explosionsgefährdeten Bereichen rangierte eine Motorlokomotive. Für den Personenverkehr waren Abteilwagen der Berliner S-Bahn eingesetzt. Personenzüge fuhren nach Barth und Prerow. Bei der Demontage des Werkes wurden auch Fahrzeuge und Bahnanlagen in die Sowjetunion gebracht.